# اوهتچی (آلاباما)
اوهتچی (به انگلیسی: Ohatchee) شهری در شهرستان کلهون ایالت آلاباما است که مساحت آن ۱۵٫۳۹ کیلومتر مربع است و در سرشماری سال ۲۰۱۰ میلادی، ۱٬۱۷۰ نفر جمعیت داشته و تراکم جمعیتی آن، ۷۶٫۰۲ نفر در هر کیلومتر مربع بوده است.